# Олиб
О́либ (хорв. Olib) — остров в Хорватии, в северной части Адриатического моря. Остров расположен к северо-западу от Задара. К северу от Олиба находится залив Кварнер, к югу — залив «Вирско море». К северо-востоку от Олиба лежит остров Паг, к юго-востоку — Вир, к югу — группа небольших островов, за которыми начинается Дуги-Оток. К западу от Олиба расположен похожий на Олиб остров Силба.

## География

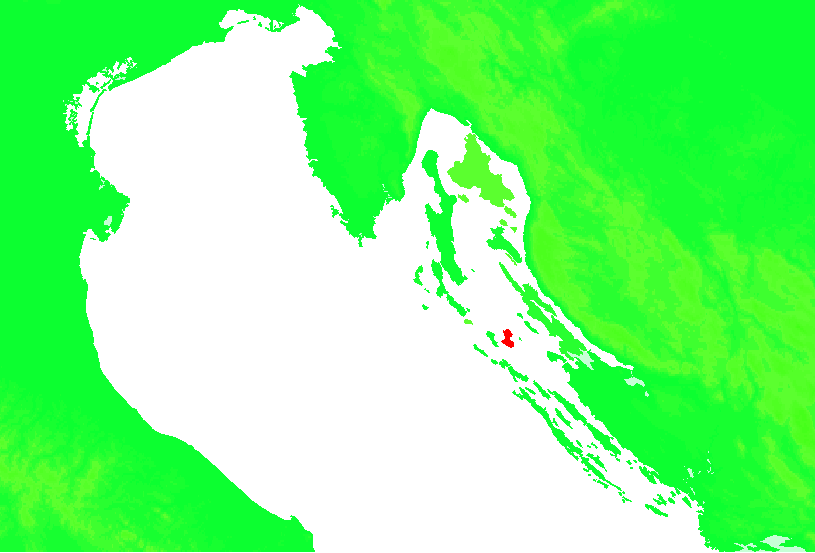
Карта острова Олиб

Площадь острова — 26,09 км², он имеет сложную форму с многочисленными заливами. Длина береговой линии — 31,5 км. Высочайшая точка острова — 74 метра. Олиб связан регулярными паромными рейсами с Задаром.

## История
Остров был заселён в римскую эпоху, первые письменные упоминания датируются X веком, остров в документах того времени носил имя Алоэп.
Волна переселенцев из континентальной Хорватии пришла на остров в XV веке, это были беженцы от турецкого нашествия.
На острове множество исторических памятников, среди которых приходская церковь Успения Богоматери (XVII век), в которой собрана коллекция старинных глаголических рукописей; старинная башня «Кула»; руины церкви св. Павла и монастыря, покинутого в XIII веке.

## Население
Население острова 147 человек, большая часть которого живёт в посёлке Олиб на западном побережье острова. Население занято рыбной ловлей, сельским хозяйством, в том числе производством вина и сыра.